# Stanford Pines
 (avril 2018).
Stanford Pines est un des personnages principaux (à partir du milieu de la seconde saison) de la série d'animation Souvenirs de Gravity Falls. 
Il est le frère jumeau caché de Stanley Pines. Il est également le premier propriétaire du Mystery Shack, l'auteur des trois journaux, le créateur du Portail interdimensionnel, et il fut le premier pantin (chronologiquement parlant) de Bill Crypto.

## Histoire
Stanford Pines naît dans une ville sur la côte du New Jersey en 1952, d'un père avide d'argent et d'une mère voyante. Il est atteint d'une malformation appelée polydactylie qui le dote de six doigts à chaque main, ce qui lui vaudra des moqueries tout au long de sa vie. Il se fera même traiter de monstre par Bill Crypto dans l'épisode Il faut sauver Mabel (Weirdmageddon part I : You must save Mabel en VO). Son frère jumeau Stanley et lui aiment passer du temps ensemble malgré le QI très élevé de Ford.
Durant son adolescence Ford est un élève surdoué et se voit proposer une place dans une université prestigieuse, mais son frère, qui ne veut pas être séparé de lui, va accidentellement endommager l'invention qui lui aurait permis de rentrer dans cette université. Il fera donc ses études dans une université miteuse. C'est dans cette université qu'il va s'intéresser et se passionner pour le paranormal. Il décrochera un doctorat en trois ans de moins que la normale. Sa thèse fut classée parmi les cinq meilleures du pays, ce qui lui permit de décrocher une bourse pour ses recherches.
Il partit à Gravity Falls, une petite ville de l'Oregon, pour y faire des recherches sur le paranormal. Il rencontra, dans un de ses rêves, Bill Crypto (Bill Cipher en VO), lui disant que c'était sa muse et que, à chaque nouveau siècle, il recherche un homme surdoué afin de l'aider et de partager ses connaissances avec lui. Mais, ayant besoin d'aide pour avancer dans ses recherches, et dans la construction du Portail interdimensionnel, il demanda de l'aide à son ami : McCroquette (McGucket en VO). Au cours d'un test sur le fonctionnement du Portail, McCroquette se fit accidentellement aspirer dans le Portail. Stanford réussit à le faire sortir, mais son ami lui révéla ce qu'il avait vu dans le portail et le supplia de stopper ses recherches. Ne l'entendant pas de cette oreille, Stanford refusa d'abandonner en si bon chemin et laissa partir McCroquette. Il comprendra plus tard que Bill l'avait manipulé, et cachera alors deux des trois journaux dans Gravity Falls. Commençant à devenir fou à cause de Bill, il envoya à son frère une carte postale pour le supplier de venir. Quand Stanley fut enfin là, Ford lui demanda de cacher le dernier journal.
Mais une dispute éclata entre eux et Ford fut envoyé dans le Multivers. Il passa alors trente ans à récolter des informations sur Bill Crypto à travers les très nombreux univers et à confectionner le Déstabilisateur de particules (qui sera par la suite amélioré grâce à un McCroquette d'un autre univers). À un moment, Il rencontrera une créature féminine à sept yeux se nommant l'Oracle. Grâce à elle, Ford reçu une plaque de métal dans le crâne, afin d'empêcher Bill de rentrer dans son cerveau. 
Enfin près à défier Bill Crypto, il se représenta devant lui. Mais alors qu'il allait lui porter le coup de grâce, Stanford se fit aspirer par le Portail interdimensionnel qu'avait réactivé son frère, après avoir passé trente ans à essayer de le faire revenir. C'est dans l'épisode Qui est oncle Stan ? (Not What He Seems en VO) qu'il sortit enfin du Multivers.

## Personnalité
Stanford est un surdoué. Il aime énormément son frère et ses neveux. Spécialement Dipper (qui est fan de lui), avec qui il aime passer du temps sur les mystères de Gravity Falls et jouer à Donjons, Donjons et encore plus de Donjons (Donjons Donjons and More Donjons en VO. Abrégé en : DDandMD).

## Apparence
Stanford possède 6 doigts à chaque mains. Il a une barbe négligée, les cheveux gris, des lunettes légèrement rondes, un pull rouge, une ceinture, des bottes, un pantalon noir et un trench-coat marron clair.